# Sebastian Völzow
Sebastian "Völle" Völzow (* 2. Februar 1983 in Herford) ist ein deutscher Fußballspieler. Der 1,86 Meter große Torwart spielt bei der SG Oesterweg.

## Karriere
In der Jugend spielte Sebastian Völzow für die SG Falkendiek 08 sowie den SC Herford. Nach seiner ersten Profistation bei Arminia Bielefeld wechselte er 2004 zum damaligen Zweitligisten LR Ahlen. In der Saison 2004/05 bestritt er insgesamt drei Einsätze in der 2. Bundesliga. Den Durchbruch zum Stammtorhüter der Ahlener, die inzwischen den Namen in Rot Weiss Ahlen änderten, schaffte er jedoch erst nach dem Abstieg in die Regionalliga. Dort wurde er in der Saison 2006/07 von den Fans zum Spieler der Saison gewählt. Nach der Zeit in Ahlen spielte Völzow ab 2007 für ein halbes Jahr beim Bonner SC. Es folgte eine Anstellung gleicher Länge beim Wuppertaler SV Borussia. Bevor er 2009 zum SC Verl wechselte, spielte er wieder ein Jahr in seiner Heimatstadt, beim SC Herford. In der Saison 2010/11 stand Völzow erneut bei Arminia Bielefeld zwischen den Pfosten, aber nur in der zweiten Mannschaft. Im Juli 2011 wechselte er zur Warendorfer SU, obwohl er eigentlich seine Karriere beenden wollte. Im März 2019 schloss er sich dem Versmolder Kreisligisten SG Oesterweg an.
Neben seiner Spielertätigkeit fungiert Völzow zudem als Torwarttrainer und zuletzt auch als sportlicher Leiter. Sein Engagement beendete er im Sommer 2015. Seit 2014 ist Völzow im Nachwuchsleistungszentrum von Arminia Bielefeld als Torwarttrainer tätig. Er betreut die Torhüter der U14 bis hin zur U17. Ferner machte sich Völzow 2008 selbstständig, gründete mehrere Firmen und führte diese neben seiner Trainertätigkeit.